# 羊栖菜属
羊栖菜属（学名：Hizikia）为马尾藻科的一个属。

## 下级分类
本属包括以下物种：
- 羊栖菜 Hizikia fusiforme (Harv.) Okamura